# George Bishop
George Bishop (Leicester, 21 de agosto de 1785 — Londres, 14 de junho de 1861) foi um empresário e astrônomo britânico.

## Juventude e fortuna
Com a idade de dezoito anos, Bishop entrou em uma empresa britânica de vinificação em Londres, tornando-se posteriormente seu proprietário, durante seu mandato, no qual o negócio foi tão bem-sucedido que os rendimentos do imposto de consumo exibiam metade de todos os vinhos caseiros de sua fabricação. A carreira científica de Bishop começou com sua admissão na Royal Astronomical Society em 1830, financiada com o dinheiro que ganhara com o negócio do vinho. Teve aulas de álgebra com Augustus De Morgan, com o objetivo de ler a obra em cinco volumes de Pierre-Simon Laplace, Mécanique Céleste. (Mecânica Celestial), aos cinquenta anos alcançando seu objetivo de conhecimento matemático suficiente para compreender o escopo de seus métodos.

## Carreira em astronomia
Em 1836, Bishop conseguiu concretizar uma intenção de longa data ao erguer um observatório astronômico perto de sua residência na Villa do Sul de Regent's Park, com o qual ele não poupou despesas para garantir que fosse de uso prático. "Estou determinado", disse ele ao escolher o local, "que este observatório fará alguma coisa."
Um testemunho foi concedido a Bishop pela Royal Astronomical Society em 1848 "para a fundação de um observatório levando a várias descobertas astronômicas" e apresentado a ele com um discurso calorosamente elogioso por Sir John Herschel.
Foi secretário da sociedade de 1833 a 1839 e tesoureiro de 1840 a 1857, sendo eleito presidente em dois anos sucessivos, 1857 e 1858, embora o estado de saúde o impossibilitasse de assumir a presidência. Bishop foi eleito Fellow da Royal Society em 9 de junho de 1848, foi também membro da Royal Society of Arts e fez parte do conselho do University College por alguns anos .
Após um longo período de doença física, mas durante o qual manteve suas faculdades mentais, Bishop morreu em 14 de junho de 1861 com a idade de 76 anos.

## Publicações
- Astronomical Observations taken at the Observatory, South Villa, Regent's Park, during the years 1839-51 - "Observações astronômicas tomadas no Observatório, South Villa, Regent's Park, durante os anos de 1839-51" -, incluindo um catálogo de estrelas duplas observadas por Dawes e Hind, com valiosas "notas históricas e descritivas" por este último, observações de novos planetas e cometas , e da estrela temporária descoberta por Hind em Ophiuchus 27 de abril de 1848, e uma descrição do observatório; Londres: Taylor, Walton and Maberly, 185